# 젋은 애니메이터 육성 프로젝트
젋은 애니메이터 육성 프로젝트(일본어: 若手アニメーター育成プロジェクト 와카테 아니메이타 이쿠세이 프로제크[*])는 사단법인 일본 애니메이터・연출 협회 (JAniCA)가 일본 문화청으로부터 지원을 받아 2010년부터 2013년까지 실시한 애니메이터 인재육성사업이다. 프로젝트 첫해에는 PROJECT A (프로젝트 에이)로 했었다가 그 다음 해부터는 아니메 미라이(アニメミライ)라는 명칭으로 바꿔서 쓰고 있다.
2014년에는 위탁 사업자가 사단 법인 일본동화협회로 바뀌었다

## 인용
1. ↑  文化庁における事業名は、「若手アニメーター等人材育成事業」。